# Monastère de Thrangu
Le monastère de Thrangu (ou Trangu) est situé à environ 7 km au sud de Jyekundo dans la préfecture autonome tibétaine de Yushu de la province de Qinghai, en Chine, ou la région culturelle tibétaine traditionnelle du Kham.

## Histoire
Le monastère de Thrangu a été détruit pendant la révolution culturelle. En 1982, les moines du monastère tibétain d'origine ont reçu l'autorisation de reconstruire et le complexe entammer une période de restauration.
Avant le grand tremblement de terre du 16 avril 2010 (voir section suivante), le monastère, magnifiquement situé sur des prairies adossées à un immense mur de granit, se composait de deux bâtiments distants d'environ 70 mètres, dits supérieur et inférieur. 
Le "monastère inférieur" avait une salle de réunion rénovée avec 80 piliers, des images dorées des "Bouddhas des Trois Temps" et des peintures murales montrant les 16  Karmapa précédents. Il y avait aussi des images de Milarépa, d'Avalokiteshvara à quatre bras, de Padmasambhava et du Bouddha Shakyamuni assis sur un trône.
Le "monastère supérieur", complètement détruit lors du tremblement de terre de 2010, avait été restauré en 1998 et avait une image du Bouddha Shakyamuni, flanqué des "Mille Bouddhas" et une représentation de Vajradhara. Les belles peintures murales de style Repkong représentaient les " Douze Actes de Shakyamuni ". Les bâtiments périphériques étaient utilisés par les habitants du village voisin pour stocker le grain.
À environ 10 km au nord-ouest sur une route secondaire, on arrive aux inscriptions rupestres en tibétain et en chinois à Bida, dont certaines auraient été produites naturellement, reliant la région à la princesse chinoise Wencheng qui aurait séjourné ici pendant un mois en route pour épouser le roi Songtsen Gampo, vers l'an 640, à Lhassa. Il y a une grande image gravée de la princesse Wencheng sur une falaise derrière le monastère. Le nom tibétain du site est Nampar Nangdze Lhakang . Il y a un temple ici qui était auparavant sous la garde de l'école Drigung Kagyu mais, plus récemment, a été pris en charge par les moines de Thrangu.

## Tremblement de terre de Yushu en 2010
Le monastère de Thrangu et les zones environnantes, y compris la ville voisine de Jyekundo ou Gyêgu , la capitale régionale, ont été gravement endommagés lors du tremblement de terre de Yushu en 2010 . De nombreux moines et des milliers de laïcs sont morts. Un rapport déposé le 16 avril 2010 indiquait:
"Khenpo s'est rendu au monastère de Thrangu hier, après que je lui ai parlé au téléphone, parce qu'il a entendu dire que les dégâts y étaient si graves. Il a dit qu'il y avait beaucoup de gens qui creusaient dans les ruines là-bas mais que le monastère est en très mauvais état. Aucune des habitations des moines n'est encore debout. Le bâtiment du sanctuaire s'est effondré. Le lhakang principal [Salle de réunion] est toujours debout mais est fortement endommagé et devra être reconstruit. Il a demandé aux gens là-bas combien de moines étaient morts et on lui a répondu que personne ne le savait encore. Un moine lui a dit que soixante à soixante-dix moines étaient morts et un autre lui a dit au moins trente. Il y a aussi deux villages très proches du monastère de Thrangu et il a dit qu'ils sont complètement détruits sans qu'une seule maison soit encore debout, donc beaucoup de gens doivent y être morts aussi. Il a dit qu'Aton Rinpoché a deux cousins qui ont été tués au monastère de Thrangu."
Le tremblement de terre a frappé le 14 avril 2010 et a enregistré une magnitude de 6,9 Mw,  (USGS , EMSC) ou 7,1 Ms, (CEA , CENC). Il est apparu à Yushu, Qinghai, Chine, à 7h49 heure locale,. Selon l' agence de presse Xinhua, 2 698 personnes ont été confirmées mortes, 270 disparues et 12 135 blessées dont 1 434 gravement blessées. L' épicentre était situé dans le village de Rima (日玛村/日麻村), canton supérieur de Laxiu (上拉秀乡) du comté de Yushu,, sur un terrain reculé et accidenté, près de la frontière de la région autonome du Tibet . L'épicentre est à environ 30 km de la ville de Jyekundo ou Gyêgu, siège du comté de Yushu, et à environ 240 km de Qamdo. L'épicentre se trouvait dans une zone peu peuplée du plateau tibétain qui est régulièrement frappée par des tremblements de terre.